# بخش نووئه دو خولیو (سان خوان)
بخش نووئه دو خولیو (به اسپانیایی: Departamento Nueve de Julio) یک منطقهٔ مسکونی در آرژانتین است که در استان سان خوآن، آرژانتین واقع شده‌است. بخش نووئه دو خولیو ۱۸۵ کیلومتر مربع مساحت و ۹٬۳۰۷ نفر جمعیت دارد.